# Onze-Lieve-Vrouw-Onbevlekt-Ontvangenkerk (Medell)

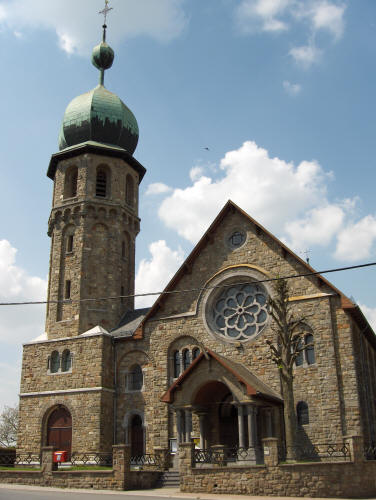
Onze-Lieve-Vrouw-Onbevlekt-Ontvangenkerk

De Onze-Lieve-Vrouw-Onbevlekt-Ontvangenkerk is de parochiekerk van de tot de Luikse gemeente Amel behorende plaats Medell.
Deze kerk werd gebouwd in 1931-1932 naar ontwerp van Henri Cunibert. Het is een kerk onder zadeldak met neoromaanse elementen. Opvallend is de hoge naastgebouwde achtkante toren met uivormige spits.
De kerk is gebouwd in natuursteenblokken.